# سیارک ۸۴۳۱
سیارک ۸۴۳۱ (به انگلیسی: 8431 Haseda، نامگذاری:1997YQ13) هشت هزار و چهارصد و سی و یکمین سیارک کشف شده‌است که در ۳۱ دسامبر ۱۹۹۷ کشف شد.
قدر مطلق سیارک برابر ۴۲.۶ است.